# جنگجویان خیابانی
جنگجویان خیابانی (Perros callejeros) فیلمی اسپانیایی محصول ۱۹۷۷ و نخستین نمونه از سبک سینمایی کینکی (سینمای بزهکاری نوجوانان) است که در انتهای دههٔ ۱۹۷۰ و دههٔ ۱۹۸۰ میلادی در اسپانیا محبوب بود. داستان از ماجراهای زندگی بزهکار مشهور «خوان خوزه مورنو کوئنکا» (۲۰۰۳-۱۹۶۱؛ ملقب به «گاو») الهام گرفته شده است.

## خلاصه داستان
ماجرای این فیلم در مورد یک باند خلافکار نوجوان و دزدان اتومبیل از حومه بارسلون است. این بزهکاران برخوردهای مختلفی با مأموران قانون دارند و با زنان بدرفتاری می‌کنند. شخصیت اصلی فیلم «ال تورته» در این فیلم ۱۵ ساله است.

## گزیدهٔ بازیگران
- آنخل فرناندس فرانکو («ال تورته»)[۱]
- بیکتور پتیت[۱]
- فرانک برانیا[۱]
- شابی‌یر الوریاگا[۱]
- مارتا فلورس[۱]